# Ho Fuk Wing
Ho Fuk Wing, conocido coloquialmente como el chinito de RECADI, es un empresario chino, naturalizado venezolano, que fue detenido entre 1989 y 1992 y sentenciado por «aprovechamiento fraudulento» del sistema de control cambiario RECADI.

## Detención
El 28 de abril de 1989, el juez instructor especial Luis Guillermo Larriva López dictó un auto de detención en contra de los empresarios chinos, naturalizados venezolanos, Ho Fuk Wing y Ho Fuk Shum. El 1 de junio de Ho Fuk Wing fue detenido por un policía de tránsito en Valencia cuando cometió infracción en un semáforo de la urbanización El Trigal. Ambos fueron imputados del delito de «aprovechamiento fraudulento» de dinero estatal por fundar 19 empresas importadoras falsas entre 1984 y 1986 y obtener dólares a tasa preferencial del gobierno. Los autos de detención formaron parte de los dictados en contra de cinco empresarios por importaciones falsas en Venezuela como parte del Régimen de Cambio Diferencial (RECADI). Ho Fuk Wing estuvo preso por tres años hasta ser sentenciado y permanecer detenido por cuatro meses adicionales.

## Legado
Ho Fuk Wing suele ser citado como el único condenado por corrupción relacionado con el control cambiario RECADI, por lo que la jerga venezolana ha adoptado la expresión de «chinito de RECADI» para referirse a un chivo expiatorio.